# Thích ứng tâm lý
Thích ứng tâm lý (Psychological adaptation) là một đặc điểm chức năng, nhận thức hoặc hành vi có lợi cho một sinh vật trong môi trường của nó. Thích ứng tâm lý thuộc phạm vi của các cơ chế tâm lý tiến hóa (EPMs). Thích ứng tâm lý chỉ bao gồm các đặc điểm chức năng làm tăng sức sinh tồn của sinh vật, trong khi các EPM đề cập đến bất kỳ cơ chế tâm lý nào được phát triển thông qua các quá trình tiến hóa. Những EPMs này là những đặc điểm phụ của sự phát triển và tiến hóa của loài, cũng như các đặc điểm di tích không còn có lợi cho sức sinh tồn của loài. Các nguyên tắc thích ứng tâm lý dựa trên thuyết tiến hóa của Darwin và rất quan trọng đối với các lĩnh vực tâm lý học tiến hóa, sinh học và khoa học nhận thức. Trong sự tổng quan chung, sự thích ứng sinh học là sự cân bằng giữa đồng hóa môi trường và cơ thể với môi trường, còn sự thích ứng tâm lý–xã hội là sự thích ứng với một thực tế riêng biệt khi nó đã đạt tới sự đồng hóa thực tế đó vào những hoàn cảnh mới do thực tế đặt ra.

## Tổng quan
Charles Darwin đã đề xuất thuyết tiến hóa của ông trong cuốn Nguồn gốc các loài (1859). Lý thuyết của ông chỉ ra rằng sự thích nghi là những đặc điểm phát sinh từ áp lực chọn lọc tự nhiên mà một loài phải đối mặt trong môi trường của nó. Sự thích nghi phải có lợi cho cơ hội sống sót hoặc sinh sản của một sinh vật để được coi là kẻ thích nghi (hay là kẻ sống sót sau cùng), và sau đó được truyền lại cho thế hệ tiếp theo thông qua quá trình chọn lọc tự nhiên này. Thích nghi tâm lý là những đặc điểm thích nghi được xem xét về nhận thức hoặc hành vi. Chúng có thể bao gồm các chiến lược xã hội có ý thức, phản ứng cảm xúc tiềm thức (cảm giác tội lỗi, sợ hãi, v.v.) hoặc bản năng bẩm sinh nhất. Các nhà tâm lý học tiến hóa xem xét một số yếu tố quyết định sự thích nghi tâm lý, chẳng hạn như chức năng, độ phức tạp, hiệu quả và tính phổ quát. Tâm trí thích nghi được coi là một văn bản nền tảng về tâm lý học tiến hóa, tích hợp hơn nữa lý thuyết Darwin vào tâm lý học hiện đại.
Trong chọn lọc giới tính, các chiến lược giao phối của cả hai giới có thể được đơn giản hóa thành các thích ứng tâm lý khác nhau. Có nhiều bằng chứng cho thấy việc tránh né loạn luân, đó là xu hướng tránh quan hệ tình dục với người thân là một sự thích nghi hành vi tiến hóa. Tránh né loạn luân có thể được nhận thấy đa văn hóa ở người, và hiển nhiên ở động vật hoang dã. Các nhà tâm lý học tiến hóa lập luận rằng việc tránh loạn luân là sự thích nghi do cơ hội sinh con bị khuyết tật nghiêm trọng hơn khi giao phối với người thân và vì sự biến đổi gen mang lại sự gia tăng sức sinh tồn liên quan đến sự sống sót của con cái. Ghen tuông là một hành vi khác được quan sát thấy ở động vật người và không phải con người dường như là bản năng. Giải quyết vấn đề Thuật giải Heuristic (sự khám phá) và ưu tiên nhất quán cho các mô hình hành vi được một số nhà tâm lý học tiến hóa coi là sự thích nghi tâm lý.

## Ở con người
Ở con người thì thích ứng tâm lý thể hiện trong việc điều chỉnh cảm xúc bản thân, hòa nhập vào các mối quan hệ, thực hiện các quy tắc xã hội và tham gia vào các hoạt động xã hội. Sự thích ứng đòi hỏi sự tác động qua lại giữa chủ thể và khách thể (giữa con ngƣời và môi trường) sao cho chủ thể có thể nhập vào khách thể mà vẫn tính đến những đặc điểm của mình, sự thích ứng tâm lý–xã hội đó là quá trình cá nhân vừa tiếp nhận những yếu tố từ môi sinh, xã hội xung quanh, vừa điều chỉnh bản thân sao cho phù hợp với môi trường đó và trong quá trình thích ứng của cá nhân thì thích ứng tâm lý-xã hội là chủ yếu. Cơ chế tâm lý của con người liên quan có thể thấy làm các giai đoạn:
Giai đoạn đầu tiên là phản ứng báo động được bắt đầu bằng trạng thái sốc khi cơ thể chúng ta đứng trước một yếu tố đòi hỏi cơ thể phải làm sao thích nghi với hoàn cảnh này và cơ thể chưa được chuẩn bị cho tình huống này nên trước tiên phản ứng cảnh báo bắt đầu bằng một trạng thái sốc, trạng thái này đặt cá thể vào một tình huống mất cân bằng về hoạt động chức năng đẩy cơ thể vào tình trạng dễ tổn thương hơn đối với đòi hỏi phải thích nghi ở hoàn cảnh mới này. Những đáp ứng về thần kinh thực vật, nội tiết ở giai đoạn này được gọi là “đáp ứng giao cảm”. Khi tủy thượng thận được hoạt hóa tiết ra adrenaline và noradrenaline những chất này có tác dụng làm tăng huyết áp, tăng nhịp tim và nhịp thở sau đó là làm tăng lượng đường trong máu. Lúc này đồng tử giãn ra để nhìn được rõ hơn, trí nhớ và phản xạ trở nên tốt hơn, cơ quan tiêu hóa ngược lại hoạt động chậm lại.
Giai đoạn tiếp theo là sự kháng cự bao gồm tất cả những phản ứng không đặc hiệu gây ra bởi yếu tố gây căng thẳng, cơ thể cần phải thích nghi bằng cách huy động tất cả các nguồn dự trữ để thiết lập một sự cân bằng mới. Ở giai đoạn cảnh báo cơ thể mất rất nhiều năng lượng đòi hỏi trong giai đoạn này cần được bù đắp lại. Trong giai đoạn này cơ thể đang tìm kiếm một nguồn năng lượng mới để chống lại những sự xâm nhập của các tác nhân có hại từ bên ngoài và cũng tìm cách củng cố bù đắp lại những sự thiếu hụt các ion nhằm mục đích chống đỡ một cách tốt nhất đối với hoàn cảnh khó khăn đang gặp phải.
Giai đoạn kiệt quệ khi căng thẳng tiếp tục kéo dài cơ thể sẽ đến lúc kiệt quệ và sự bực bội, trầm cảm có thể xuất hiện không chỉ có tác động sinh lý mà còn có tác động đến tâm lý. Khi một người phải đối mặt với một hoàn cảnh gây ức chế, hành vi và cả nhận thức, tri giác của anh ta đối với môi trường xung quanh cũng thay đổi. Nhưng cần nhớ rằng mỗi cá thể khác nhau sẽ phản ứng khác nhau đối với cùng một hoàn cảnh gây ức chế. Như vậy nếu tác nhân gây stress vẫn hiện hữu có nghĩa là đòi hỏi thích ứng vẫn tiếp tục, sẽ đến lúc nào đó cơ thể không còn khả năng thích nghi, các cố gắng điều chỉnh giữ thăng bằng sự hằng định nội môi thất bạ, khả năng đề kháng miễn dịch suy yếu không thể chống lại được các tác nhân có hại xâm nhập từ bên ngoài sự kiệt quệ có thể dẫn đến tình trạng sốc.